# Kanonsko pravo (Katolička Crkva)
Kanonsko pravo Katoličke Crkve je zaokruženi pravni sustav koji obuhvaća sudove, odvjetnike, sudce, zakonik pravnih pravila kao i metode njegova tumačenja. U nekim zemljama je za bavljenje kanonskim pravom potrebno steći odgovarajuću fakultetsku diplomu, a prije nje i diplomu iz teologije i/li prava.
Kanonsko je pravo dijelom crkvenog prava, u koji još ulaze liturgijsko pravo i javno crkveno pravo.
Kanonsko pravo odnosi se na propise koji:
- ostvaruju pravne kanonske odnose s obzirom na pravni položaj vjernika unutar tijela Crkve;
- propisuju način provođenja tih odnosa;
- opisuju hijerarhiju sastavnih dijelova Crkve i propisuju njihovu djelatnost;
- vrednuju i propisuju ponašanje vjernika.

Osim toga, jer se Crkva sama opisuje kao stvarnost sastavljena od božanskog i ljudskog, tako i kanonsko pravo sadrži propise božanskog podrijetla, božansko pravo te propise ljudskog podijetla, ljudsko pravo. Oni prvi imaju božanski izvor (npr. božanska objava) pa ih se i ne može mijenjati ljudskom odlukom, dok ljudsko pravo proizlazi iz zakonite crkvene vlasti što je, primjerice, predstavljaju rimski papa i ekumenski sabor.

## Povijest
Katolička Crkva posjeduje jednu od najstarijih živih pravnih tradicija, koja započinje odredbama Staroga i Novog zavjeta, što uključuje i tzv. »Apostolski sabor« spomenut u Djelima apostolskim. U zakonske propise Crkve postupno su unošene odredbe ekumenskih sabora, te prava i običaji rimskog, vizigotskog, saksonskog i keltskog podrijetla, kao i iskustva kasnijeg razvoja u životu Crkve.
Odredbe ekumenskih sabora, koje se i na Istoku prihvaćaju kao kanonske, na Zapadu su dopunjavane odlukama mjesnih crkvenih sabora, kao i propisima što ih je donosio rimski biskup (papa), koji je na Zapadu uvijek uživao primat (prvenstvo) u disciplinskim pitanjima, kao i u pitanjima nauka. 
Prvi sustavni pokušaj stvaranja zbirke kanonskih zakona bio je onaj monaha kamaldoleza Gracijana u 11. stoljeću (Decretum Gratiani). Papa Grgur IX. izdao je prvu službenu zbirku kanona nazvanu Liber extra (1234.) Nakon njega, Bonifacije VIII. objavio je Liber sextus (1298.), a Klement V. tzv. Clementines (1317.)
Do 1917. zakonodavstvo je naraslo na oko 10.000 kanona, od kojih su mnogi bili neprovedivi zbog promjene povijesnih uvjeta. To je navelo papu Pija X. da naloži objavljivanje prvog Zakonika kanonskog prava, u samo jednoj knjizi s jasno izraženim zakonima. Rad komisije koja je izrađivala ovaj Zakonik dovršen je za pape Benedikta XV., koji je i objavio Zakonik. Premda je stupio na snagu 1918., obično ga se naziva Zakonikom iz 1917. Ovaj je Zakonik nastojao uklopiti sve propise donijete kroz povijest Crkve.
Nakon Drugog vatikanskog sabora postalo je jasno da će u novonastalim uvjetima biti potreban i novi Zakonik. Nakon gotovo dva desetljeća rasprava i brojnih pripremnih inačica Zakonika, papa Ivan Pavao II. objavio je 25. siječnja 1983. novi 
Codex Iuris Canonici (Zakonik kanonskog prava). Istočne katoličke Crkve dovršile 1990. su radove na izradi svoga Zakonika kanona istočnih Crkava.
Uz Zakonik kanonskog prava, u Katoličkoj crkvi vrijede i ostali propisi koji nisu izrijekom opozvani, te kasnije odredbe Svete stolice objavljene bilo od samoga pape, bilo od pojedinih ustanova Svete stolice. Tako se dijelom kanonskog prava smatraju i svi liturgijski propisi.

## Kanonsko pravo i Hrvati
Poznati hrvatski kanonisti, poznavatelji i prevoditelji kanonskog prava su: fra Ante Crnica, Franjo Herman, Matija Belić, Josip Pazman, Josip Šalković, Nikola Škalabrin, Mato Mićan i drugi.

## Vanjske poveznice
- Catholic Encyclopedia: Canon Law
- Document establishing the 1983 Code of Canon Law
- Canon Law Commentary, Discussion and Bibliography  Arhivirana inačica izvorne stranice od 13. ožujka 2011. (Wayback Machine)